# 榮智健
榮智健（1942年1月17日—），人稱「榮太子」、「榮大董」，江蘇無錫人，出生於上海，中國企業家，前中華人民共和國副主席榮毅仁之子，榮熙泰家族成員，香港上市公司中信泰富前董事局主席。家族旗艦隆源企業持有海南省「隆源·神州半島」的豪宅地皮，總建築面積達到70.4萬平方米。2014年中信泰富動用在財金界人脈關係極廣的前主席榮智健穿針引線，引入10名投資者，其中包括騰訊旗下基金、周大福、兩家郭鶴年家族的公司、兩家內地上市公司泛海國際和雅戈爾、美國大型對沖基金Och-Ziff Capital等，認購金額2.32億至7.75億元不等。

## 生平
1942年1月31日生于上海。榮智健1959年在南洋模范中学畢業，1965年於天津大学電子工程系畢業。文化大革命爆發後，1966年被「下放」到四川凉山彝族自治州。其後在中國電力部工作共14年，1978年移居香港，1987年加入中国国际信托投资公司在香港的分公司中信香港。榮智健於1990年起擔任董事，其後出任中信泰富董事局副主席兼董事總經理，及中國中信集團常務董事，中信泰富董事局主席。榮智健曾連續五年（2003－2007年）位居胡潤強勢榜榜首。
榮智健1988年被委任為全國政協委員，在中國内地多間大學及美國史丹福大學設立教育基金，並獲得天津大學頒授名譽教授。同年獲得香港科技大學頒授榮譽工商管理學博士。
1995年獲選為香港高爾夫球會首位華人主席。
2009年，香港警務處商業調查科搜查中信泰富公司總部，以調查2008年投資澳洲元累計期權巨虧事件，涉款147億港元，但隨後證實當中並無失當行為，無需賠償給小股東。他其後與董事總經理范鴻齡辭職，董事局主席一職由中信集團副董事長常振明接任。

## 名下馬匹
榮智健喜愛賽馬，1994年起成為香港賽馬會董事，2000年代初卸任。1993年以100多萬港元購入「天潢」，其後養有不少馬匹，包括奔騰、奧運精神、活力先生等，曾取得多項主要錦標及香港馬王等獎項。
榮智健現時擁有名下現役馬星際快車、英勇快車、神馳、綠野飛馳，而其名下的退役馬除了前述的天潢、活力先生、奔騰、奧運精神之外，還包括闖關東、飛劍、掌門、金鏢、昆侖、驕陽、魔術師、長驅、來福、勇往直前、奔月、飛影、飛龍、飛神、東方快車、南方快車、西方快車、北方快車、四通八達、中神通、勇闖、幸運快車、銀馳、驚喜、金馳（個人名下）、活力奔騰、捲土重來（蔡約翰練馬師賽馬團體名下）。
另外，榮智健的子女榮明方（又名榮儷芳）、榮明棣亦擁有名下馬匹如逍遙派、分曉、劍客、疾風明駒、善財童子、驕陽明駒、駿彩飛馳，而榮智健、榮儷芳、榮明棣一家三口更是「鐵金剛」的馬主團體（22/23蔡約翰練馬師賽馬團體）成員。